# Final Fantasy XV
Final Fantasy XV (яп. ファイナルファンタジーXV) — відеогра жанру Action/RPG для консолей PlayStation 4 і Xbox One, розроблена Square Enix. Частина підсерії Fabula Nova Crystallis Final Fantasy і 15-а в основній серії Final Fantasy. Вперше гра була анонсована на виставці E3 8 травня 2006 року. Вихід для PlayStation 4 та Xbox One відбувся 29 листопада 2016 року. 6 березня 2018 року випущена версія для Windows 7,8 і 10.
Гра стала найдовше розроблюваною і очікуваною в серії Final Fantasy. Сюжет фокусується на Ноктісі Люцисі Каелумі, принцові держави Люцис, яка володіє магічним кристалом, котрим бажають заволодіти інші держави. Коли сусідня імперія Ніфльхейм окуповує Люцис і вбиває її короля, Ноктісу доводиться звільняти батьківщину і довести, що він достойний стати новим королем.

## Ігровий процес

Ноктіс із товаришами бореться проти солдатів Ніфльхейму

На відміну від решти ігор основної серії, Final Fantasy XV є рольовим бойовиком, а не звичайною JRPG. Гравець керує групою героїв, котрі подорожують світом, шукаючи пригоди, борючись з чудовиськами і ворогами, і виконуючи завдання зустрінутих персонажів задля просування сюжетом.

### Персонажі
Група головних героїв складається з чотирьох осіб: Ноктіса, Гладіолуса, Іґніса і Промпто. Гравець керує її главою — Ноктісом, визначає куди групі іти, заводить розмови, як вчинити в різних ситуаціях. Під час боїв дається змога брати керування будь-яким членом команди. Спорядження кожного з персонажів налаштовується окремо, включаючи зброю, магічні предмети, одяг і просто аксесуари. Сам Ноктіс може носити з собою чотири види зброї і численні предмети в інвентарі, такі як запасну зброю, броню чи ліки. Тільки він з усієї групи вміє чаклувати.
Кожен з героїв впродовж гри розвивається в рамках «Астральної сфери». Вона являє собою систему посилень і вмінь, поділену за аспектами ігрового процесу. В міру набуття досвіду в боях та за виконання завдань піднімається рівень їхнього розвитку. З кожним рівнем можна відкрити новий вузол «Астральної сфери», який збільшує якусь характеристику героя і дає нові можливості.

### Бойова система
Бої в Final Fantasy XV нагадують бої в Kingdom Hearts та Final Fantasy Type-0. Бойова система отримала назву Active Cross Battle (AXB). Окремих екранів бою немає, а агресивно налаштовані противники можуть атакувати героїв без попередження. У кожного з противників є зона спостереження, при потраплянні Ноктіса в яку він буде атакований і почнеться бій. Чим більший ворог, тим менша зона його спостереження. Битви відбуваються на широких просторах і використовують всі можливі особливості оточення, починаючи з висотних будівель і закінчуючи скелями й заростями. Наявні спільні атаки, залежні від контексту — наприклад, один персонаж може прикрити Ноктіса, а інший добити противника пострілом..
Ноктіс може займати оборонну чи атакуючу стійку залежно від вибору гравця. У розпорядженні Ноктіса є кілька видів зброї (мечі, кинджали, списи, вогнепальна зброя, щити, закляття, бойові прилади і особлива королівська зброя), між якими він може перемикатися, а також використовувати їх як для атаки, так і для захисту. З допомогою знайдених компонентів гравець може як вдосконалити наявну, так і створити нову зброю.
«Система захисного пересування» (англ. Defense Movement System) дозволяє Ноктісу ухилятися від атак шляхом коротких телепортацій. Персонаж володіє здатністю і до дальнього телепортування по полю бою, але обмежено: Ноктіс здатний швидко переміщатися тільки до точки, де знаходиться його меч, попередньо залишений в тому місці. За наявності, гравець може використовувати бойову техніку, таку як танки або мехи.

### Взаємодія зі світом
Всі пригоди героїв визначаються отриманими завданнями або ж потребою в набутті досвіду й отриманні необхідних предметів. Завдання поділяються на необов'язкові розважальні (рибалка, перегони), сюжетні завдання, знищення чудовиськ, і місцеві побічні завдання, доступні в окремих місцях. Покупка корисних предметів відбувається в магазинах, причому їхній вигляд і асортимент товарів залежить від місця розташування магазину. Крім таких товарів, як ліки і харчі, герої потребуватимуть зброї та палива для автомобіля. Відповідно їм доведеться шукати збройні магазини і автозаправки, а крім того дізнаватися інформацію в зустрічних людей. Валюта називається гілами і одержується в нагороду за виконання завдань чи від продажу трофеїв. Подорожі світом герої здійснюють всі разом на автомобілі Ноктіса RHS-113 «Регалія». Крім того є можливість подорожувати на повітряних суднах та їздових птахах чокобо.
Задля більшої реалістичності, важливими елементами геймплею є харчування і сон. В ході проходження гравець може накопичувати різні інгредієнти, зберігати в багажнику автомобіля їх прозапас, а потім в польових таборах готувати їжу. Їжа дає персонажам позитивні статусні ефекти, а сон закріплює їх. Якщо загін надто довго не відпочиватиме, то дія всіх бонусів зникає, а в разі триденного безперервного неспання можуть виникнути шкідливі статусні ефекти. Ночівля в польових таборах потрібна, крім усього іншого, для зростання рівнів персонажів — рівні не піднімуться, навіть за достатньої кількості досвіду, поки персонажі не посплять. Одна година реального часу еквівалентна ігровій добі. Анімація персонажів залежить від місцевості; наприклад, після довгого бігу вони будуть зупинятися, щоб віддихатися.
Кожний персонаж команди Ноктіса володіє певним талантом і має захоплення. Сам Ноктіс полюбляє рибалити, Гладіолус досліджує місцевість, хобі Промпто є фотографування, а Іґніс добре вміє куховарити. В міру застосування цих талантів вони зростають, а такі речі як знімки Промто, розміщені у внутрішньоігрових соціальних мережах, впливають на сюжет. Для Іґніса можна відшукувати нові рецепти, а кожен вид страв дає свій корисний ефект. Система діалогів має кілька варіантів відповідей, впливаючи на розвиток розмови і її наслідки.

### Магія і призивні істоти
Магія не використовує традиційних очок мани. Замість цього Ноктіс використовує силу стихій, яку бере в особливих місцях сили. Мана в грі наявна, але потрібна для телепортацій і створення захисних бар'єрів; автоматично відновлюється з часом. На чаклування впливає погода та час доби. До прикладу, використання заклять вогню в ясний день відлякує звірів. Поділ магії за стихіями (вогонь, хуртовина і грім) дає як свої переваги, так і вразливості. Якщо вогонь в суху погоду може додатково підпалювати місцевість, то грім в дощову битиме струмом персонажів. Перстень Ноктіса крім того забезпечує додаткові можливості до чаклування. Гравець вільний створювати нові закляття шляхом магічного синтезу.
Призивні істоти називаються Астральними і є божествами, котрі допомагають Ноктісу й відгукуються на його заклик. Астральні знаходяться ним у міру проходження сюжету. Призивні істоти діють, зважаючи на ситуацію, застосовують різні атаки, а можуть і покинути поле бою до завершення битви.

### Віртуальна реальність
Final Fantasy XV підтримує шолом віртуальної реальності PlayStation VR, за використання якого гра відбувається за спрощеними правилами. Ігровий процес тут гранично простий і передбачає використання лише двох кнопок контролера PS Move. Одна дозволяє переміщатися рівнем, інша слугує для здійснення атак. Наведення на ціль відбувається рухом контролера.

## Сюжет

### Світ гри
Дія Final Fantasy XV розгортається в світі Еос, подібному на наш сучасний. Його було створено богами, з яких на час подій гри відомі шестеро Астральних: Титан, Раму, Левіафан, Шива, Багамут і Іфрит. В давнину Астральний Іфрит повстав проти інших богів і вирішив знищити людство. Між Астральними почалася війна, під час якої Еосом поширилася хвороба Зоряний бич, імовірно занесена на метеориті з космосу. Вона перетворювала заражених, у тому числі Іфрита, на чудовиськ, внаслідок чого світова цивілізація Сольхейм загинула. Один з уцілілих людей став на боротьбу з епідемією поряд із богами і після перемоги отримав у нагороду магічний кристал, який став джерелом сили королівства Люцис. Однак, боги були виснажені і остання битва з Зоряним бичем та Іфритом мала відбутися в майбутньому, коли прийде Істинний король. Астральні заповіли монарху Люциса та його нащадкам оберігати кристал і за потреби користуватися його силою, а як посередника лишили оракула.
Дві тисячі років Астральні не спілкувалися з людьми, а події давнини стали легендами. Території світу поділилися між кількома державами, що знаходяться в стані «холодної війни». Люцис — найсильніша з-поміж решти завдяки використанню магії кристала і високій культурі. Імперія Ніфльхейм прагне підступами завоювати сусідів і захопити кристал задля панування над Еосом. З інших королівств відомі Тенебре, Солхейм і Аккордо. Багато місць засновані на реальних з нашого світу, таких як Венеція, Манчестер чи Багами.

### Персонажі
- Ноктіс[11] Люцис Каелум (англ. Noctis Lucis Caelum) — спадковий принц королівства Люцис, член сім'ї Каелум, яка споконвіку володіла магічним кристалом. Володіє здатністю бачити потойбічне світло, що походить від чужих смертей. Ноктіс відкидає жорсткі королівські настанови і цим розчаровує багатьох прихильників, які бачать в ньому перебіжчика.
- Іґніс Ступео Сціентіа (англ. Ignis Stupeo Scientia) — друг дитинства Ноктіса, головний радник сім'ї Каелум. Іґніс розумний і серйозний, піклується про Ноктіса як про близького друга. Він отримав найкращу освіту в закладі для обдарованих дітей, у зв'язку з чим легко потрапив на державну службу і безпосередньо на посаду радника.
- Гладіолус Аміцітіа (англ. Gladiolus Amicitia) — ще один друг дитинства Ноктіса, захисник сім'ї Каелум. Високий і сильний, холоднокровний в бою, але веселий і відкритий з друзями. Є старшим сином сім'ї, що захищала королівську сім'ю впродовж кількох поколінь.
- Промпто Арґентіум (англ. Prompto Argentium) — безтурботний легковажний хлопець, але вірний своїм ідеалам і готовий прийти на допомогу в потрібний момент.
- Кор Леоніс (англ. Cor Leonis) — один з трьох найсильніших бійців королівства, суворий стратег і воїн. До Ноктіса і його друзів ставиться досить холодно і деколи грубо. У Кора переважає патріотизм і бажання будь що захистити країну. Хоча й не завжди поділяє цілі і прагнення четвірки друзів, Кор зобов'язаний наглядати і захищати Ноктіса[12].

### Історія
Принцові Ноктісу сниться рідне місто Безсоння, де хтось насилає на нього і друзів хвилі полум'я. Прокинувшись, Ноктіс отримує від батька, короля Регіса CXIII, наказ заради його ж безпеки вирушити в Алтіссію, столицю дружньої держави Аккордо. Як сподівається Регіс, там його син зможе одружитися з Лунафреєю (Луною) Нокс Флуре, принцесою міста-держави Тенебре. Ноктіс вирушає в подорож з Іґнісом, Гладіолусом і Промпто, але дорогою їхній автомобіль «Регалія» ламається.
Авто вдається доштовхати до найближчої майстерні, де герої знайомляться з дівчиною-механіком Сідні Аурум і її сварливим батьком Сідом Софіаром. Поки триває ремонт, Ноктіс з друзями оглядає околиці та заробляє трохи грошей полюванням, адже Сід виставив за ремонт непомірно високу ціну. Врешті вони продовжують подорож, але на заваді стає водна переправа. Через затримку корабля група лишається на ніч на набережній Ґалдін, де зустрічає загадкового чоловіка (Ардіна). Тут Ноктіс допомагає репортеру Дайно, а зранку отримує несподівану новину, що під час підписання перемир'я імперія Ніфльхейм напала на Люцис і короля Регіса було вбито. Мандрівники вирішують повернутися додому.
Ноктіс знаходить місто Безсоння оточеним ворогами, а з новин дізнається, що його і Луну оголошено загиблими. Він відшукує маршала Кора Леоніса, котрий підтверджує, що король загинув і тепер Ноктіс спадкоємець трону. Маршал назначає зустріч в місцевості Молотоглав, де зможе розповісти деталі про окупацію Люциса.
На місці Ноктіс довідується, що загарбники прагнуть захопити магічний кристал Люциса і Перстень Лусії, яким володіє принц. Сід лишає повідомлення від Кора про зустріч в Гробниці Мудрих. На шляху туди Кор розповідає, що Ноктіс повинен зібрати душі попередніх королів Люциса аби повернути трон. Той береться знайти 13 душ, але місцезнаходження лише кількох гробниць відоме. Згодом Ноктіс розкриває, що Ніфльхейм будує військову базу біля регіону Даске. Принц з прибічниками пробирається до ворогів і долає воєначальника Локі. Він сумнівається чи зуміє виконати свій обов'язок стати королем, але завдяки друзям продовжує пошуки душ.
Зупинившись в Даске, герої вирушають в Лесталлум, де живе сестра Гладіолуса Іріс. Вона розповідає, що нещодавно бачила Луну живою. Принц розвідує про таємничий меч за водоспадом неподалік, який вказує на ще одну гробницю. Повернувшись до Лесталлуму, мандрівники завдяки допомозі дивакуватого канцлера Ніфльхейму Ардіна Ізунії знаходять місце, пов'язане з Астральними — богами, які однак покинули людей. Ардін проводить героїв до цього місця, так званого Диску.
Шукану місцину оточують війська Ніфльхейму, а з центру дивного утворення поширюються струси, реагуючи на перстень. Це переконує Ноктіса в правдивості легенди про те, що королі Люциса мають угоду з Астральними. Ардін пропонує провести групу повз ворогів і ті погоджуються, хоч і не довіряють канцлеру. Він пропускає принца з друзями, але не йде далі сам. Ноктіс зустрічає одного з Астральних, велетня Титана, який пробуджується і починає руйнувати все навколо. Ноктіс із Гладіолусом опиняються окремо від решти, в цей час наближається армія загарбників. Принц в бою з Титаном підтверджує свою мужність і Титан дозволяє йому прикликати себе на допомогу. На допомогу приходить Ардін з летючим кораблем, але автомобіль «Регалія» губиться.
Даске оточують війська Ніфльхейму, перекриваючи всі дороги. Тим часом Сідні знаходить «Регалію». Ноктіс отримує повідомлення від Луни з проханням об'єднати зусилля в пошуках Гексатеону — всіх Астральних. Фрейліна Луни, Гентіана, спрямовує героїв у пошуках Астрального Раму, який створює бурю як випробування. Ноктіс отримує допомогу Раму, після цього Сідні розказує, що «Регалія» знаходиться на одній з імперських баз. Той проникає на базу під час бурі й викрадає авто. В ході цього він зустрічає брата Луни, Рейвуса, котрий застерігає, що Ноктіс не розуміє чого йому коштуватиме угода з богами. Принц спантеличений чому Рейвус співпрацює з Ніфльхеймом, а Ардін допомагає. Після повернення в Лесталлум виявляється, що імперія блокує всі шляхи, але продовжити шлях дозволяє таємна дорога.
Принц і його прибічники знаходять підземний порт Люциса, де добувають судно, але воно зламане. Для ремонту доводиться розшукати рідкісну мітрилову руду і зайти в давні й небезпечні імперські руїни. Виявляється, що руди недостатньо і потрібен чистий мітрил. В його добутті приходять на допомогу капітан ніфільхеймської авіації Аранея Хайвінд, невдоволена політикою імперії, та Сідні, яка відправляє гурт до інженера Холлі в Лесталлумі. Ноктіс отримує змогу заручитися підтримкою Астрального Левіафана в Алтіссії, але відчуває, що більше хоче побачитися з Луною. Ардін вбиває Луну кинджалом і вирушає на переслідування Ноктіса.
Герої прямують до Гралеї, столиці Ніфльхейму, щоб повернути викрадений кристал, тим часом перстень Ноктіса все тяжчає. Ардін підбурює їх до бійки і розбрату, підштовхуючи принца покинути товаришів і вирушити на пошуки Астральної Шиви. Побачивши зв'язок Ноктіса з кристалом, Ардін обманом змушує принца дістатися до нього і торкнутися кристала перснем. Виявляється, король Ардін був обраний 2000 років тому богами аби врятувати світ від Зоряного бича — хвороби, яка перетворювала людей на демонів, поглинувши її. Він поглинув незліченні орди демонів, але сам став нечистим, за що боги позбавили його права на трон, віддавши перевагу його брату, нащадки якого мусили в майбутньому пробудити богів і знищити Зоряний бич остаточно. Загордившись, Ардін поклявся помститися Астральним і брату. За століття колишній герой пробився на вищі чини в Ніфльхеймі, де маніпулював правителями імперії, щоб спровокувати війну та не лишити нікого, хто здатний виконати волю богів. Іґніс вгамовує сварки між друзями і група повертає в Тенебре. Але після смерті Луни, яка була оракулом богів, ночі стають все довшими, а по світу поширюється Зоряний бич.
Ноктіса поглинає кристал і там він зустрічає бога Бахамута. Він дізнається, що повинен провести в кристалі роки аби збільшити свою силу та побороти загарбників. Минає 10 років, Ноктіс повертається змужнілим і наповненим магічними силами. Принц застає Еос у вічній ночі, більшість людей стали жертвою Зоряного бича. Ардін доти став правителем Ніфльхейму, зайняв Безсоння, і перебуває в союзі з бунтівним божеством Іфритом.
Коли в столицю прибуває Ноктіс з відшуканими побратимами, Іфрит атакує їх — збувається сон з початку пригоди. Але на допомогу приходить Шива, після бою заморожуючи Іфрита і розбиваючи його. Ардін визнає Ноктіса Істинним королем, обраним богами, і сходиться з ним у двобої. Принц виходить переможцем та сідає на трон, викликаючи духів усіх попередніх королів. Духи приходять та об'єднуються в Персні Лусії, але з кожним духом Ноктіс зазнає болю і втрачає життєву силу. Він сам помирає і його дух разом з попередниками виступає проти духа Ардіна, навічно знищуючи його і Зоряний бич. В Еосі настає перший за багато років світанок.
На фоні титрів друзі Ноктіса вирушають в нову подорож. У епілозі Ноктіс та Луна сидять разом на троні. Але завислі навколо осколки кристала і голос Регіса свідчать, що вони обоє мертві та правлять тепер як духи поряд з богами.

## Розробка

### Анонси
Про розробку Final Fantasy XV стало відомо на Electronic Entertainment Expo (E3) в травні 2006 року. Тоді гра була анонсована для PlayStation 3 під назвою Final Fantasy Versus XIII. Ця версія мала розроблятися на модифікованому рушієві Crystal Tools (що отримав назву Ebony Engine), який використовувався для розробки трилогії Final Fantasy XIII і Final Fantasy XIV. Займалася нею 1st Production Department зі Square Enix. Концепт і базовий сюжет гри створив Тецуя Номура у співробітництві з Роберто Феррарі. В цілому над грою в різні періоди трудилося від 200 до 300 людей.
Після переходу на розробку для наступного покоління гральний консолей, гра змінила назву на Final Fantasy XV. В листопаді 2014 року повідомлялося, що гра на 80 % перенесена на новий рушій Luminous Engine.
У вересні 2014 року було повідомлено про вихід демо-версії весною наступного року. Крім того на презентації TGS 2014 демонструвалася промо-версія Final Fantasy XV: The Overture, що показувала можливості рушія гри. Того ж року Тецуя Номура покинув пост глави розробників Final Fantasy XV. На цій посаді його замінив Хаджіме Табата, котрий раніше працював над Final Fantasy Type-0 і Crisis Core: Final Fantasy VII.

### Перша демо-версія та подальші анонси
Демо-версія Final Fantasy XV Episode Duscae вийшла 31 березня 2015 року. При тому, що фінальна версія має працювати в роздільності 1080p, демо працює в 900p на PlayStation 4 і 720p-800p на Xbox One. Сюжет демо-версії полягає в тому, що група героїв зупиняється в регіоні Даске (англ. Duscae) через поломку свого автомобіля. Вони шукають гроші на ремонт, попутно дізнаючись про чудовисько Бегемота, яке тероризує околиці.
30 квітня 2015 року Square Enix оголосили про те, що виходу Final Fantasy XV в 2015 році не слід очікувати. Напрацювання демонструватимуться на Gamescom 2015 (5-9 серпня), PAX 2015 (28-31 серпня) і Tokyo Game Show (17-20 вересня), пропускаючи виставку E3.
Впродовж весни анонсувалося, що Episode Duscae отримає оновлення, яке зробить демо ближчим до фінальної версії Final Fantasy XV. Версія Episode Duscae 2.0 вийшла 9 червня 2015 для тих, хто вже завантажив першу версію демо. В ній було збільшено частоту кадрів, додано нові квести, оновлено комбо-дії, і видалено кілька сцен, показаних в трейлері.

### Gamescom 2015
На Gamescom 2015 було показано трейлер під назвою «Dawn» («Світанок») про дитинство Ноктіса. У супровідному тексті розповідалося про події за 15 років до початку гри. Король Люциса одружив свого сина Ноктіса на принцесі Тенебре задля укладення мирного договору з Нифльхеймом. Але дорогою в тенебре Ноктіс дізнається, що його батько і наречена, як і він сам, вважаються мертвими, а зі столиці зник останній у світі магчний кристал. Разом із союзниками Ноктісу належить повернути викрадений кристал і відшукати Лунафрейю, яка вирушила в Алтіссію. Також демонструвався короткий ролик ігрового процесу з битвою проти хижої рослини. Розробники повідомили про видалення одного з початково задуманих персонажів — Стелли Нокс Флере (Stella Nox Fleuret) та акцентування історії на темі чоловічої дружби і відносин батька з сином. За словами Табата, сюжет Final Fantasy XV буде сумним і драматичним, а головний герой харизматичним більшою мірою, ніж анатагоністи.
На початку грудня 2015 року розробники повідомили, що Final Fantasy XV в загальному завершена і вони можуть пройти її від початку до кінця. За словами програміста Сатоші Кітаде, гра перебуває на стадії пре-бета-версії та активно доопрацьовується. За тодішнього стану вихід фінальної версії оцінювався можливим вже впродовж 2016 року. У березні 2016 року видання Gematsu заявило, що з певних джерел йому відома точна дата виходу гри — 30 вересня 2016.
Перед заходом Uncovered: Final Fantasy XV (31 березня 2016) Хаджіме Табата повідомив, що там буде повідомлено нові подробиці. Попередньо він розповів, що Final Fantasy XV стане першою грою серії, офіційно локалізованою російською мовою. На Uncovered анонсувалася демонстрація нової демо-версії гри, а проходження повної версії оцінювалося у близько 50 годин.

### Uncovered: Final Fantasy XV
На Uncovered: Final Fantasy XV дійсно було продемонстровано демо «Platinum Demo», яка стала доступною для безкоштовного завантаження. В ньому гравець дізнається про дитинство Ноктіса, граючи за нього в юному віці всередині його снів. Підтвердилася раніше відома з чуток дата виходу повної версії — 30 вересня 2016 року. Крім того вийшов перший епізод аніме-приквелу «Brotherhood: Final Fantasy XV», в якому всього має бути 5 епізодів (і ще один у виданні Ultimate Collector's Edition). Стало відомо, що в Final Fantasy XV буде наявна пінбольна міні-гра Justice Monsters, також доступна окремо для мобільних платформ і Windows 10. Окремий відеоролик показував світ Final Fantasy XV з його різноманітними місцевостями.
Було розкрито розробку CG-фільму «Kingsglaive» за грою, який створювався 3 роки і має вийти впродовж 2016. По закінченню Uncovered: Final Fantasy XV Хаджіме Табата розповів, що гра наразі не розробляється для ПК, але її вихід на цій платформі вірогідний після виходу на консолях.
За заявою Хаджіме Табати, гра не матиме продовжень, як Final Fantasy X і Final Fantasy XIII. В ній буде один чіткий антагоніст, а не група лиходіїв.

### E3 2016
На щорічній виставці E3 14-16 червня 2016 основні новини зосереджувалися на супутній до гри продукції. Вийшов трейлер фільму «Kingsglaive: Final Fantasy XV» і другий епізод аніме «Final Fantasy XV: Brotherhood». Також вийшов трейлер Final Fantasy XV, який показав нові куточки світу гри, його істот, бої, подорожі на їздових птахах чокобо і режим віртуальної реальності. Було продемонстровано ігровий процес демо-версії, а саме бій з велетнем Титаном. За заявами розробників, зокрема Хаджіме Табати, повне проходження гри займе 200 годин, а тільки основної сюжетної лінії — до 50 годин.

### Відкладення релізу
За півтора місяці до очікуваної прем'єри Square Enix несподівано перенесли вихід Final Fantasy XV на 29 листопада. Як було заявлено Square Enix, такий хід пояснюється необхідністю доробити гру, щоб вона відповідала очікуванням покупців. За словами директора розробки Хаджіме Табати, в день виходу Final Fantasy XV включатиме і розроблюване «оновлення першого дня» з виправленнями помилок. «На жаль, щоб втілити наше бачення, нам буде потрібно трохи більше часу, і ми впевнені в тому, що перенесення релізу дозволить досягти цієї мети. Як провідний розробник проєкту, я висловлюю особисті вибачення за те, що вам доведеться ще трохи почекати. Вся наша команда бажає, щоб Final Fantasy XV досягла того рівня досконалості, якого заслуговують фанати. Ми люб'язно просимо вас поставитися до цього з розумінням» — повідомив він у зверненні на YouTube.
Згодом Табата ще раз запевнив, що Final Fantasy XV не матиме прямих продовжень: «Можливо, це було б вигідно з точки зору бізнесу, проте, на наі погляд, зараз куди важливіше дозволити якомога довше насолоджуватися грою людям, які чекали її випуску стільки років». Разом з тим він зауважив, що технічна база гри використовуватиметься в інших проєктах.

### Реліз і підтримка
Як і було анонсовано, вихід Final Fantasy XV відбувся 29 листопада 2016 року. На честь цієї події Square Enix представили CG-ролик гри, в якому задіяні живі актори. Він розповідав про дітей, які майструють в лісі пастку на велетня і зустрічають головних персонажів Final Fantasy XV. До гри було анонсовано низку доповнень, покликаних в короткостроковій перспективі розширити 13-у главу Final Fantasy XV (розділення групи головних персонажів) і збагатити використання магії. Середньострокові плани передбачали глибше розкрити історії персонажів. Довгострокові включили введення додаткових ігрових персонажів, створення власних героїв. Загалом було випущено доповнення:
- Final Fantasy XV Holiday Pack (22 грудня 2016) — додає нову музику, змогу тимчасово обмежити підвищення рівнів героїв, ігрову подію — фестиваль, та відповідний йому одяг для персонажів. Це безкоштовна версія доповнення, доступна всім власникам оригінальної гри.
- Final Fantasy XV Holiday Pack+ — містить додаткову музику, артефакти, одяг і прикраси, а також фоторамки. Весь цей контент відрізняється від наявного в звичайній версії, але гравці можуть завантажити і Holiday Pack і Holiday Pack+. Ця версія доступна для тих, хто оплатив сезонний абонемент (Season Pass) на всі майбутні доповнення[44].
- Final Fantasy XV Booster Pack (очікувалося 21 лютого 2017, перенесено на невідому дату) — додає магітекові костюми для героїв, здатні на пів години робити їх невидимим. Ці костюми можуть використовуватися для невидимості по одному разу щодоби, а додатково збільшують здібності до рибальства.
- Final Fantasy XV Episode Gladiolus (28 березня 2017) — розповідає історію Гладіолуса, коли він відокремлюється від друзів. У цьому доповненні з'явився традиційний для серії Final Fantasy призовний персонаж Гільгамеш[45].
- Final Fantasy XV Episode Prompto (27 червня 2017) — розповідає історію Промпто, коли він відокремлюється від друзів. На відміну від решти героїв, Промпто більше користується вогнепальною зброєю, а його історія розгортається в засніжених регіонах[46].
- Final Fantasy XV: Comrades (21 жовтня 2017) — багатокористувацьке доповнення, події якого розгортаються під час перебування Ноктіса в кристалі. Гравець створює свого персонажа та об'єднує зусилля з іншими гравцями з метою захистити людей від демонів до прибуття Істинного короля. Впродовж гри персонаж розвивається і дається змога пограти за товаришів Ноктіса[47]. В 2018 було заплановане до виходу як окрема гра[48].
- Final Fantasy XV Episode Ignis (13 листопада 2017) — додає історію Іґніса, де він повинен розшукати Ноктіса під час пробудження в Алтіссії Левіафана та дізнатися пророцтво про долю принца[49].

У грудні виникла проблема з релізом доповнення «Booster Pack». У Square Enix виникла суперечка з Хаїмом Сабаном, правовласником франшизи «Могутні Рейнджери» з причини схожості магітекових костюмів на костюми персонажів «Могутніх Рейнджерів», зокрема майбутнього повнометражного фільму. Square Enix пообіцяли змінити дизайн, через що дата релізу доповнення відсунулася «на пізнішу дату».
Травневий патч додав у гру опитування, за результатами якого визначався характер майбутніх доповнень. А саме що гравці хотіли б побачити в подальшому: нових грабельних персонажів, поглиблення сюжету додатковими епізодами, нові рівні складності або розширення чаклування. Хаджіме Табата в серпні 2017 підтвердив колишню заяву, що Final Fantasy XV не отримає прямих продовжень, як Final Fantasy X чи Final Fantasy XIII. Проте всесвіт гри розширюватиметься доповненнями й побічними проєктами.
На виставці Gamescom у серпні 2017 також було анонсовано версію Final Fantasy XV для Windows. Наприкінці жовтня стали відомі системі вимоги і підтримка роздільності екрана у 8K. Табата заявив, що можливе видання редактора рівнів для Windows-версії. 26 лютого 2018 року в Steam, Origin і Microsoft Store було випущено демо-версію гри для Windows. До складу демонстраційної версії включено набір додаткових текстур роздільності 4K. 6 березня 2018 вийшла повна версія, поширювана через Steam, Origin, Microsoft Store, а також на дисках. У Steam-версії було додано набір предметів на тему ігор Half-Life, в Origin — на тему The Sims (в обох до 1 квітня), а у Windows Store — набір посилень для боїв. Поряд із грою було видано бенчмарк, покликаний оцінити можливості ПК до роботи з Final Fantasy XV. Windows-версія має ширші налаштування графіки, підтримує якісніше зображення, вид від першої особи, подорожі на човні, додаткові локації, квести та досягнення.
На 2019 рік було заплановано 4 доповнення, проте у листопаді 2018 стало відомо, що видасться тільки перше з них:
- The Conflict of the Sage (Episode Ardyn) (26 березня 2019) — присвячене Ардіну, історії його образи на богів і протистояння королям Люциса.
- The Beginning of the End (Episode Aranea) — зосереджене на Аранеї та мало подати історію з точки зору Ніфльхейму.
- The Choice of Freedom (Episode Lunafreya) — мало присвячуватися посмертній місії Лунафреї забезпечити перемогу Ноктіса.
- The Final Strike (Episode Noctis) — мало зосередитися на останній битві Ноктіса[48][56].

Підставою до скасування трьох доповнень, раніше об'єднаних назвою «Світанок майбутнього» (The Dawn of the Future) послугували збитки Square Enix у $33 млн. Хаджіме Табата заявив, що покидає Luminous Productions і Square Enix Group, які займались підтримкою гри, щоби почати роботу над іншим проєктом.

## Супутня продукція
- Brotherhood: Final Fantasy XV — вебаніме, спродюсоване Square Enix та створене студією А-1 Pictures. Епізоди аніме доступні для перегляду на каналі Square Enix на YouTube та вебсайті Crunchyroll[58]. Всього створено 5 епізодів, по 10 хвилин кожен. Перший з них вийшов 31 березня 2016 року. Сюжет розповідає передісторію гри та зосереджується на її головних персонажах: Ноктісі, Іґнісі, Гладіолусі та Промпто. Зокрема оповідає як вони познайомилися, їхні цілі та стосунок до подій початку гри, коли королівство Люцис опиняється під окупацією Ніфльхейму[59].
- Kingsglaive: Final Fantasy XV — комп'ютерний анімаційний фільм, вихід якого відбувся в Японії 9 липня 2016 року. Показ в інших країнах був запланований на кінець серпня. Від 30 серпня фільм доступний до платного перегляду онлайн, а з 4 жовтня з'явився на DVD[60]. Присвячений елітному спецпризначенцю Ніксу Ульріку, котрий мусить захистити столицю королівства Люцис і короля Реґіса під час атаки Ніфльхейму. Продюсером фільму є Хаджіме Табата, режисер — Такеші Нозу. Сценарій написаний Такаші Хасегавою, а музичний супровід створив британський музикант Джон Грем. До озвучення англійською були залучені Шон Бін, Лена Хіді та Аарон Пол[61][62].
- Justice Monsters (Justice Monsters Five) — відеогра для IOS, Android і Windows 10, що також наявна в Final Fantasy XV як міні-гра на пінбольному автоматі. Є пінбольною грою з рольовими елементами і противниками — класичними чудовиськами серії Final Fantasy. Стала доступною для завантаження на мобільних платформах від 29 серпня 2016[63][64][65].
- A King's Tale: Final Fantasy 15 — відеогра-сайдскроллер, виконана в ретро-стилі 1980-х. Вийшла 29 листопада 2016 на PlayStation 4 і Xbox One. Сюжет є передісторією Final Fantasy XV, оповідаючи про пригоди короля Реґіса[66].
- Final Fantasy XV: A New Empire — стратегічна відеогра для IOS і Android, випущена 15 червня 2017, присвячена розбудові міст та боротьбі між гравцями за магічного кристала. На відміну від інших супутніх ігор, була розкритикована через засилля платного вмісту і використання типового геймплею мобільних стратегій[67].
- Final Fantasy XV Pocket Edition — версія Final Fantasy XV для iOS, Android і Windows 10, випущена впродовж вересня 2017 року, і у вересні 2018 для Xbox One та PlayStation 4. Відрізняється спрощеною карикатурною графікою і епізодичним виходом. Перший епізод заплановано випустити безкоштовним, решту дев'ять — платними[68][69].

## Оцінки й відгуки
| Агрегатор  | Оцінка      |
| ---------- | ----------- |
| Metacritic | PS4: 84/100 |

| Видання       | Оцінка |
| ------------- | ------ |
| Destructoid   | 9/10   |
| Game Informer | 8.5/10 |
| GameSpot      | 8/10   |
| GamesRadar+   | [ 74 ] |
| IGN           | 8.2/10 |
| Polygon       | 9/10   |

Final Fantasy XV в перший же день отримала дуже високі оцінки. На агрегаторі Metacritic середня оцінка склала 84 бали зі 100.Оцінки коливалися від найнижчої в 60 балів (Metro GameCentral) до найвищої в 95 (LA PS4).
Вже після першого дня продажів Square Enix оголосили про те, що Final Fantasy XV продалася 5-имільйонним накладом. У це число входили як копії на дисках, так і продані через цифрову дистрибуцію. Final Fantasy XV, таким чином, встановила рекорд серед усіх ігор серії Final Fantasy за швидкістю стартових продажів.
Вінс Інґеніто з IGN описував: «чарівність Final Fantasy XV полягає в багатьох відтінках… різноманітні добре реалізовані міста варіюються від сонних прибережних фабричних містечок до розкішних європейських мегаполісів». Це різко контрастує з мотивами високого/техно-фентезі, якими відомі ігри Final Fantasy, і дизайнерська робота чудова. В той же час «Final Fantasy XV виглядає як дві різні гри: одна для досвідчених авантюристів із жагою мандрів у серці, а інша для людей, які хочуть напружених рівнів і заскриптованих екшн-сцен». Багато сюжетних сцен добре запам'ятовуються і за стосунками між персонажами цікаво слідкувати. Але є і надто багато непримітних, нудних місць, і «одна особливо болюча частина тимчасово позбавляє Ноктіса його друзів, сил і спорядження, змушуючи йти вузьким коридором за вузьким коридором протягом майже двох годин».
Ендрю Райнер у Game Informer відгукнувся про гру: «вона досягає успіху та намагається знайти свою унікальну позицію, і кілька проблемних конструкцій не заважають їй стати палкою подорожжю». Більшість удосконалень персонажів отримуються не від збору зброї та обладунків, а від вивчення та розвитку здібностей самих персонажів. На початку це здається не таким цікавим, але дає відчутний результат. Зазначалося, що магії відведено не дуже велике значення і більшість боїв — це бої з використанням фізичної зброї. Іноді камера огляду працює некоректно, відхиляючись, і її затуляють предмети. При цьому обов'язкові для сюжету бої не вирізняються складністю, на відміну від боїв у відкритому світі. Негативним аспектом називалося й те, що наприкінці гра стає надто лінійною: «спроба Final Fantasy XV створити стелс незграбна й розчаровує, і, на жаль, це основа найдовшого розділу гри». Неоднозначним критик назвав також використання автомобіля. Цей транспорт надто повільний і обмежений у русі дорогами, а перетворення його на літальний засіб згодом — ще дивніше рішення.
На думку Пітера Брауна з GameSpot, «це фантазія, заснована на більш приземлених елементах реального світу». Це робить персонажів простішими для розуміння і «Ваші друзі стануть оптимістичними компаньйонами, пропонуючи безліч барвистих жартів під час ваших подорожей, але розчаровує бачити другорядних персонажів». Утім, у боях учасники команди Ноктіса не такі цікаві: «На відміну від Final Fantasy XII, яка дозволяє вам диктувати поведінку своїх компаньйонів, ви повинні покладатися на штучний інтелект… Єдиний раз, коли ви можете віддавати прямі команди, це коли вони завдають достатньої шкоди та заповнюють шкалу, і ви викликаєте одну здатність, яку їм призначили». Попри те «Там, де персонажі не справляють враження, прекрасний світ і захопливі випробування Final Fantasy XV рятують ситуацію».
Філіп Коллар з Polygon похвалив, що реалістичніший, ніж раніше, світ гри з переконливими деталями «перетворили кожного з цих персонажів із незабутніх аніме-красунчиків у віртуального еквівалента найкращих друзів». У Final Fantasy XV «Світ загалом і деякі дрібніші сюжетні ритми розроблені не так добре, як я сподівався, але гра має чітку й логічну мету для Ноктіса, і кожна частина того, куди вона веде і куди він потрапляє, відчувається правильно». Поза сюжетом існує багато побічних завдань, які є «переконливими аргументами для повернення до гри після того, як ви завершите основний сюжет».